# Петар Георгијевски
Петар Георгијевски (Битољ, 16. мај 1960) бивши је југословенски и македонски фудбалер.

## Каријера
Каријеру је започео у Вардару из Скопља, за који је играо од 1980. до 1989. године и са којим је освојио Првенство Југославије у сезони 1986/87, а титула је касније одлуком суда додељена Партизану. Георгијевски је од 1989. до 1991. као интернационалац играо за француски Гуеугнон, где је завршио каријеру.
За репрезентацију Југославије наступио је на једном мечу. 12. септембра 1984. године против селекције Шкотске у Глазгову.